# Болеслав Лімановський
Болеслав Лімановський (пол. Bolesław Limanowski; нар. 18 жовтня 1835, с. Передгір'я, Латгалія — пом. 15 лютого 1935, Варшава) — видатний польський історик, соціолог, публіцист, сенатор Польської Республіки.

## Біографія
До гімназії ходив в Москві (1847—1854) під опікою старшого брата, а потім матері, яка по смерті чоловіка вийшла другий раз заміж за К. Савицького. Лімановський увійшов в російське середовище і почав віддалятися від польськості, хоча у дитинстві виховувано його в патріотичному дусі.
Не зумівши поступити на філософський факультет, записався в 1854 р. на медицину. Тут польська молодь, добре організована, втягнула його до своїх самоосвітніх зв'язків, що пов'язало його вже назавжди з польським демократичним табором.
Польська студентська організація вислала Лімановського у Дерпт, щоб налагодити контакт з тамтешнім польським студентським середовищем. В Дерптському університеті він надалі формально вивчав медицину, але почав також слухати лекції з історії, економіки і соціології.
В той час сімейні обставини змусили його до кількамісячного перебування вдома в маєтку Передгір'я, де він керував господарством з думкою, щоб скасувати панщину і перевести підданих на орендну плату. Через брак відповідних фінансових можливостей і занадто короткий час перебування в маєтку цей намір він не зміг виконати. Восени 1859 повернувся на навчання до університету, де вивчав вже лише філософію, політичну економію і історію.
В цей час він також перейнявся думкою щодо створення власної соціологічної системи, чому присвятив кількадесят років роботи. У другій половині 1860 р. після отримання повідомлення, що у Франції організовуються польські легіони, вирішив виїхати до Парижу, щоб там отримати військову освіту. На початку осені 1860 він покинув Дерпт, не закінчивши жодного факультету.
У Парижі перебував з листопада 1860 до березня 1861. Ходив на польські військові лекції, відбуваючи навчання піхоти, а одночасно слухав публічні лекції в Сорбоні і в Колеж де Франс; крім того користувався Польською Бібліотекою, де збирав матеріали до біографії Емілії Плятер. У «Огляді Польських Справ» («Przegląd Rzeczy Polskich») з'явилася (грудень 1860) перша друкована стаття Лімановського «Листи з Інфлянт», де він зобразив національний рух в Латвії. Незабаром він оголосив статтю про Емілію Плятер у львівському «Літературному Щоденнику» («Dziennik Literacki»).
Під впливом звістки про національний рух у Варшаві серед молоді, що походила з давнього Великого Князівства Литовського, виникла в Парижі думка, щоб і в Литві організувати релігійно-патріотичні маніфестації. В кінці березня 1861 Лімановський виїхав з Парижу і через Краків, Варшаву, Дерпт прибув до Вільно, залишаючись протягом всієї подорожі у контакті з національною організацією.

## На поселенні в Архангельській губернії
У Вільнюсі з ініціативи Лімановського утворено комітет, який підготував першу маніфестацію в день святого Станіслава 8 (20) травня через відспівування «Boże coś Polskę» в кафедральному костелі. Відразу після маніфестації він був заарештований, а потім засуджений на поселення в Архангельській губернії.
До Архангельська він прибув етапом, звідти відіслано його на перебування у віддаленому повітовому містечку Мезень, де отримав посаду в канцелярії земського суду.
Познайомившись з тамтешніми архівними матеріалами написав дві історичні замітки, які були надруковані російською мовою в Архангельських «Губернських Відомостях». Крім того, він продовжував читання книг, що стосувались соціології і, писав кореспонденції до варшавської «Gazety Polskiej», з яких лише деякі були надруковані. Через 8 місяців Лімановского переведено до Архангельська, де йому надали посаду в губернській канцелярії.
Отримавши звістку про вибух повстання в Польщі вирішив втекти з заслання, але спроба втечі не вдалась, він був заарештований, а через кількох місяців засуджений на 2 тижні в'язниці. Він втратив посаду в губернській канцелярії, але жив читанням лекцій і репетиторством. Перш ніж вирок був затверджений, Лімановский вніс подання про переведення його з міркувань стану здоров'я до більш південної губернії.

## Після відбуття покарання
Після відбуття покарання отримав дозвіл на виїзд до Воронезької губернії. Перебування в Архангельську стало періодом ідейних перетворень Лімановського. Під впливом лекції, а особливо «Програми робочих» Ф. Лассаля, а також зіткнення з робочими, засланими за участь у повстанні, став соціалістом.
Після кількамісячної подорожі етапом через Петербург і Москву навесні 1866 р. прибув до Воронежа, де його новим місцем перебування було визначено місто Павловськ. Там було значне польське земляцтво, а серед нього Вінсентина Шарська, яка пізніше стала дружиною Лімановского. Жив за рахунок приватних уроків і писав кореспонденції до варшавських журналів, які також не були опубліковані.
Влітку 1867 року на підставі загальної амністії зміг повернутись з заслання і осісти в Царстві Польському; до рідного краю і взагалі, так званих, західних губерній йому не можна було повернутися. У Варшаві старався жити з публіцистики, що, однак, виявилося надто важко.
Через брак коштів, а також з ідейних міркувань, він пішов працювати робочим на металургійне підприємство Левандовського, потім став гувернером в Gałęzowie під Любліном, де перебував півтора року (1868-9). Там він продовжував вивчення соціології, а також публіцистичну діяльність; поміщав у варшавському «Тижневому Огляді» («Przegląd Tygodniowy») статті на суспільні теми, особливо займаючись справою емансипації жінок.
Після повернення до Варшави налагодив тісніші зв'язки з редакціями журналів і публікував статті як на суспільно-актуальні теми, так і наукові.

## Еміграція
Вже тоді носився з думкою про еміграцію до Франції. Коли в 1870 р. почалась прусько-французька війна, очікуючи утворення у Франції польського легіону, постарався про закордонний паспорт і виїхав з Царства Польського. Через поразку Франції він зупинився у Галичині. Тут він шукав можливості перебування на анексованій Австрією території Польщі. У жовтні 1870 осів у Львові; працював коректором у «Львівському Щоденнику» («Dziennik Lwowski») і там же поміщав статті різноманітної тематики.
В той час став популяризатором соціалізму. У ремісничому товаристві «Зірка» виголосив дві лекції Про робоче питання, які в 1871 р. надрукував за власний рахунок. Це була перша і протягом довгих років єдина оригінальна брошура з робочого питання на польській мові.
У 1873 р. почав працювати в редакції «Народної газети»(«Gazety Narodowej»), що йому давало достатні доходи і можливість користування бібліотеками. Крім того, записався на філософський факультет Львівського університету, де в 1875 р. здобув вчений ступінь доктора філософії (диплом має дату 17.03.1876 р.) на підставі роботи «Соціологія Оґюста Конта», яку видав у Львові в 1875 р.
Значення Лімановского як соціаліста ставало щораз істотнішим. Під його впливом Болеслав Червіньський, пізніше автор «Червоного Прапора», став соціалістом; подібно перші українські радикали, М. Павлик та І. Франко, залишалися в постійному контакті з Лімановским.
Лімановский зайнявся виданням польського перекладу «Програми Робочих» Ф. Лассаля; ця книжка з'явилася в 1878 р.
У 1877 р. ставлення Лімановского до Росії було іншим ніж в пізніших роках. Під час російсько-турецької війни 1877 р. він відмовився брати участь в підготовці повстання, пояснивши: «Росія визволяє слов'янський народ (Болгарію) з-під турецького ярма і утруднювати їй це було б проявом вузького національного егоїзму. У нас починається соціалістичний рух, який нас з'єднує в прагненні до свободи і справедливості зі всіма народами, революційні заворушення стримали б поширення соціалізму серед наших робочих, отже з цієї точки зору були б шкідливі»
Через свої соціалістичні погляди Лімановский в 1871 р. втратив посаду в «Gazecie Narodowej». Поїхав до Варшави, але не отримав дозволу на поселення в західних губерніях.
Після повернення до Львова його незабаром було арештовано через обвинувачення участі у таємному товаристві. Через брак доказів він не попав на лаву підсудних обвинувачуваних в першому галицькому процесі над соціалістами в січні 1878 року. Проте отримав наказ залишити Австрію, так що 1 жовтня виїхав із Львова до Женеви.

## У Швейцарії
У Женеві разом з Станіславом Мендельсоном, Казимиром Длузьким і Казимиром Хілдтом видавав часопис «Рівність», в якому в 1879 р. була надрукована так звана брюссельська програма. Завдяки коштам, отриманим від родини, Лімановский придбав друкарню і якийсь час утримувався з доходів, які вона приносила.
Був бібліотекарем Польського Товариства в Женеві; склав каталог цієї бібліотеки. Незабаром однак вийшов з редакції «Рівності» внаслідок принципових ідеологічних розбіжностей з іншими співредакторами. Остаточний розлад з редакцією «Рівності» стався з причини святкування 50-річчя листопадового повстання, організатори якого осудили патріотизм, як такий що суперечить соціалістичним засадам.
В цей період Лімановский займався історією січневого повстання, виступаючи в Женеві з лекціями на цю тему.
Його погляди наразились на спротив М. Драгоманова, з яким вони полемізував у французькій пресі.
Ці лекції, розширені і забезпечені науковим апаратом, з'явилися спочатку анонімно, з огляду на австрійську цензуру, у Львові (1882), під заголовком «Історія національного руху з 1861 по 1864 роки» («Historia ruchu narodowego od 1861 do 1864»).
Це була перша історія повстання, написана в дусі апології «червоних». Через кілька років, на вимогу молоді, що організовувала в гімназіях таємні самоосвітні гуртки, книга з'явилася в скороченому виданні, доступнішому.
Отримавши значну суму коштів з розподілу сімейного майна, Лімановский купив фотоательє в Туні (Швейцарія), куди переселився в 1885 р. На цій справі він втратив практично весь вкладений капітал і через 2 роки переїхав до Цюриху, де жив за рахунок публіцистики і лекцій.
У 1888 р. вийшла у Львові «Історія суспільного руху в другій половині XVIII сторіччя» («Historja Ruchu Społecznego w drugiej połowie XVIII. stulecia», а двома роками пізніше «Історія суспільного руху XIX сторіччя» («Historja ruchu społecznego w XIX. stuleciu»). Ці дві книги крім популярності принесли також деякий дохід.
У грудні 1889 р. переїхав до Парижу, обійнявши скромну адміністративну посаду в С. Кракова, видавця «Побудки». Тоді ж став секретарем Правління Союзу Польських Емігрантів.
У листопаді 1892 головував в Парижі на з'їзді представників соціалістичний партій польський територій під російським пануванням, з якого розпочалась історія Польської Соціалістичної Партії.
З ініціативи Об'єднання Товариства Польської Молоді за кордоном написав «Історію польській демократії після поділів Польщі» (1901). У 1900 р. від імені Центрального Комітету Польських Соціалістів Закордоном взяв участь в міжнародному соціалістичному конгресі в Парижі.
У 1906 р. отримав дозвіл на перебування в Галичині. Перед виїздом з Парижу вирушив до Брюсселя і Лондона, де шукав матеріали до біографії С. Ворцеля, над якою тоді працював. По дорозі до Львова скористався також проїздом через Цюрих, щоб попрацювати для цієї ж мети у зібраннях польської бібліотеки в Рапперсвілі.
Останнім його публіцистичним твором була брошура під заголовком «Розвиток польської соціалістичної думки» (1929) яка дає загальний погляд на роль Польщі в центрально-східній Європі; протистоїть в ній марксизму і дає вираз негативному ставленню до Радянського Союзу.

## Науково-історичний доробок
Науково-історичний доробок Лімановского має піонерський характер. Відноситься це до всіх практично сфер, якими він як історик займався. Він писав, звичайно, в дусі апології польської демократії і її дій, але у межах об'єктивної згоди з джерельним матеріалом. Його історія січневого повстання сильно підкреслювала суспільну сторону, долала пануючі на той час погляди консервативної історіографії, особливо у зв'язку з селянською справою.
Як історик Лімановский був самоучкою: скромним вченим, який свої судження приховує деякою мірою за масою джерельного матеріалу. Пише завжди живо, в спосіб зрозумілий для широкого кола читачів, бо такий характер мають його роботи наукові, переплетені, як правило, вичерпним науковим апаратом. У популярних своїх статтях ніколи не розстається з науковою ретельністю.

## Праці
- «Historya demokracyi polskiej w epoce porozbiorowej» Cz. 1 [Архівовано 21 червня 2013 у Wayback Machine.] Cz. 2 [Архівовано 21 червня 2013 у Wayback Machine.] Cz. 3 [Архівовано 21 червня 2013 у Wayback Machine.]
- «O kwestji robotniczej» (1871)
- «Ostatnie lata dziejów powszechnych od 1846 r. do dni dzisiejszych» (1881)
- «Historja ruchu narodowego od 1861 do 1864 r.» Tom 1 (1882) Tom 2 (1882)
- «Historja Ruchu Społecznego w drugiej połowie XVIII. stulecia» (1888)
- «Historja powstania 1863 i 1864 r.» (1888)
- «Żywot Stanisława Staszica» (1889)
- «Historja ruchu społecznego w XIX. stuleciu» [Архівовано 20 грудня 2018 у Wayback Machine.] (1890)
- «Galicya przedstawiona słowem i ołówkiem» (1892)
- «Stuletnia walka narodu polskiego o niepodległość» (1894)
- «Ludwik Mierosławski naczelnik powstania poznańskiego w 1840 i bohater z pod Miłosławia i Wrześni» (1913)
- «Historja ruchu rewolucyjnego w Polsce w 1846r.» (1913)
- «Socjologja» Cz. 1 [Архівовано 7 жовтня 2008 у Wayback Machine.] (1919) Cz. 2 [Архівовано 7 березня 2016 у Wayback Machine.] (1919)
- «Odrodzenie i rozwój narodowości polskiej na Śląsku» [Архівовано 27 вересня 2016 у Wayback Machine.] (1921)